# Gutshaus Schwarzbach

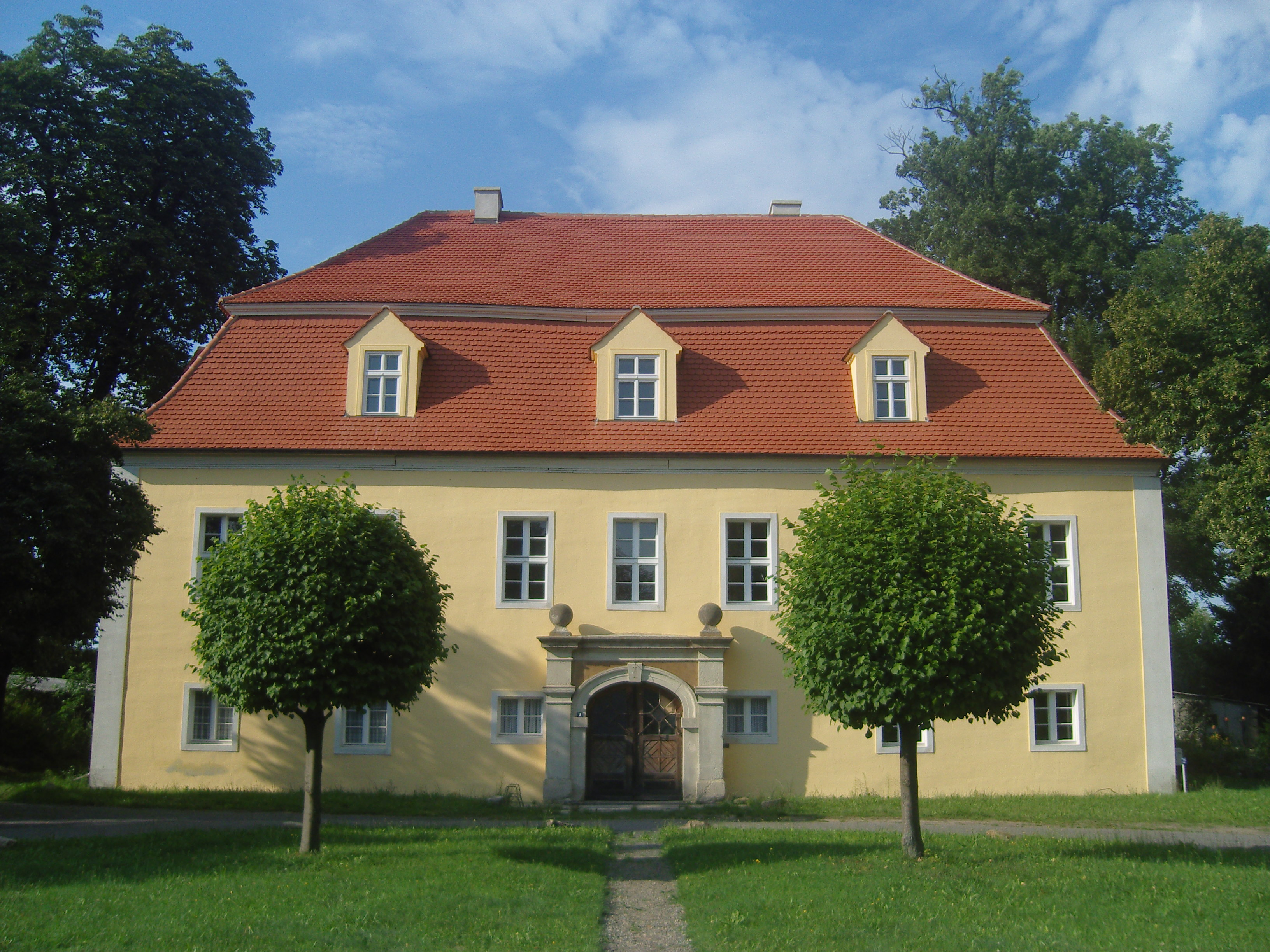
Gut Schwarzbach

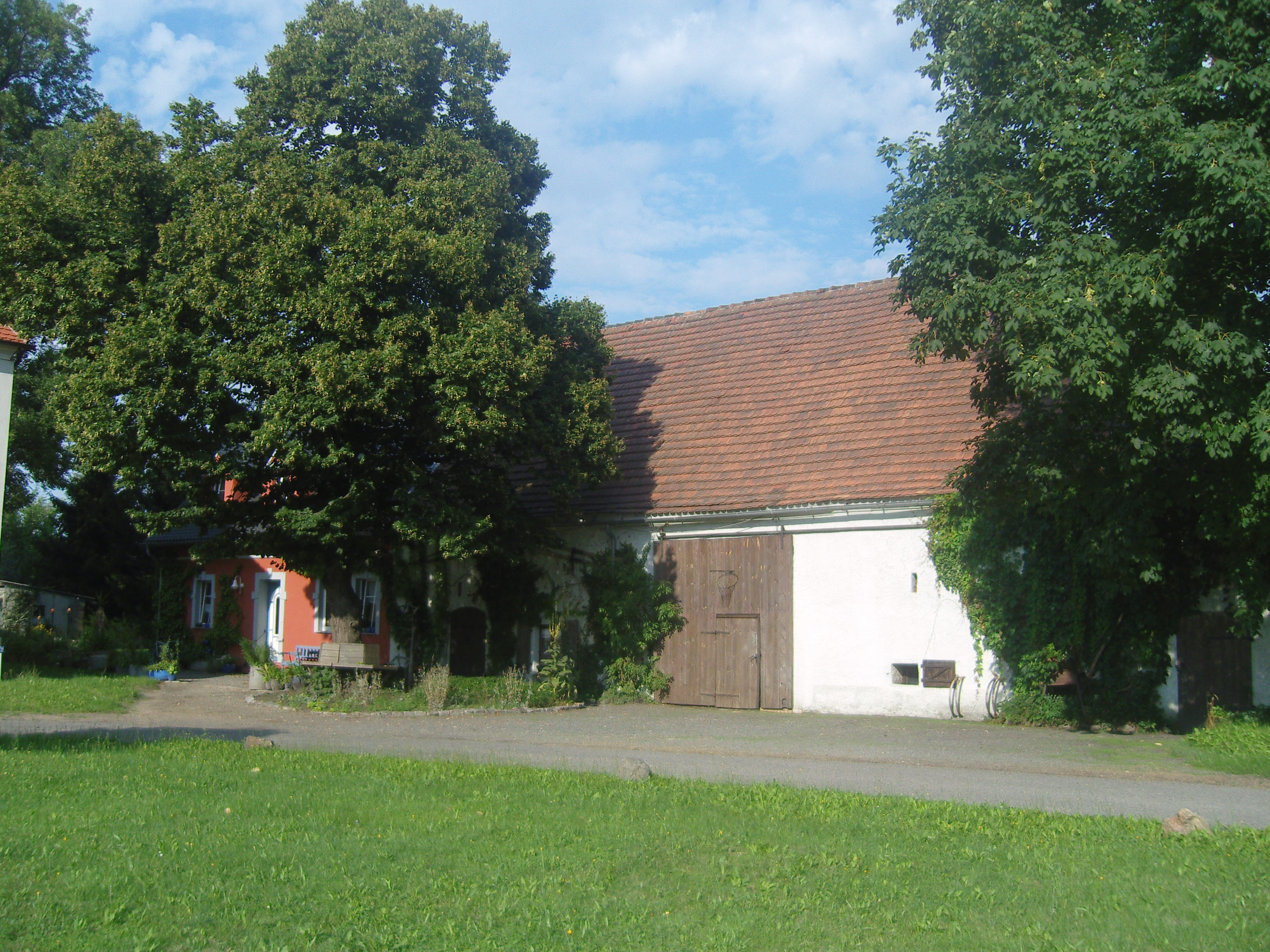
Nebengebäude

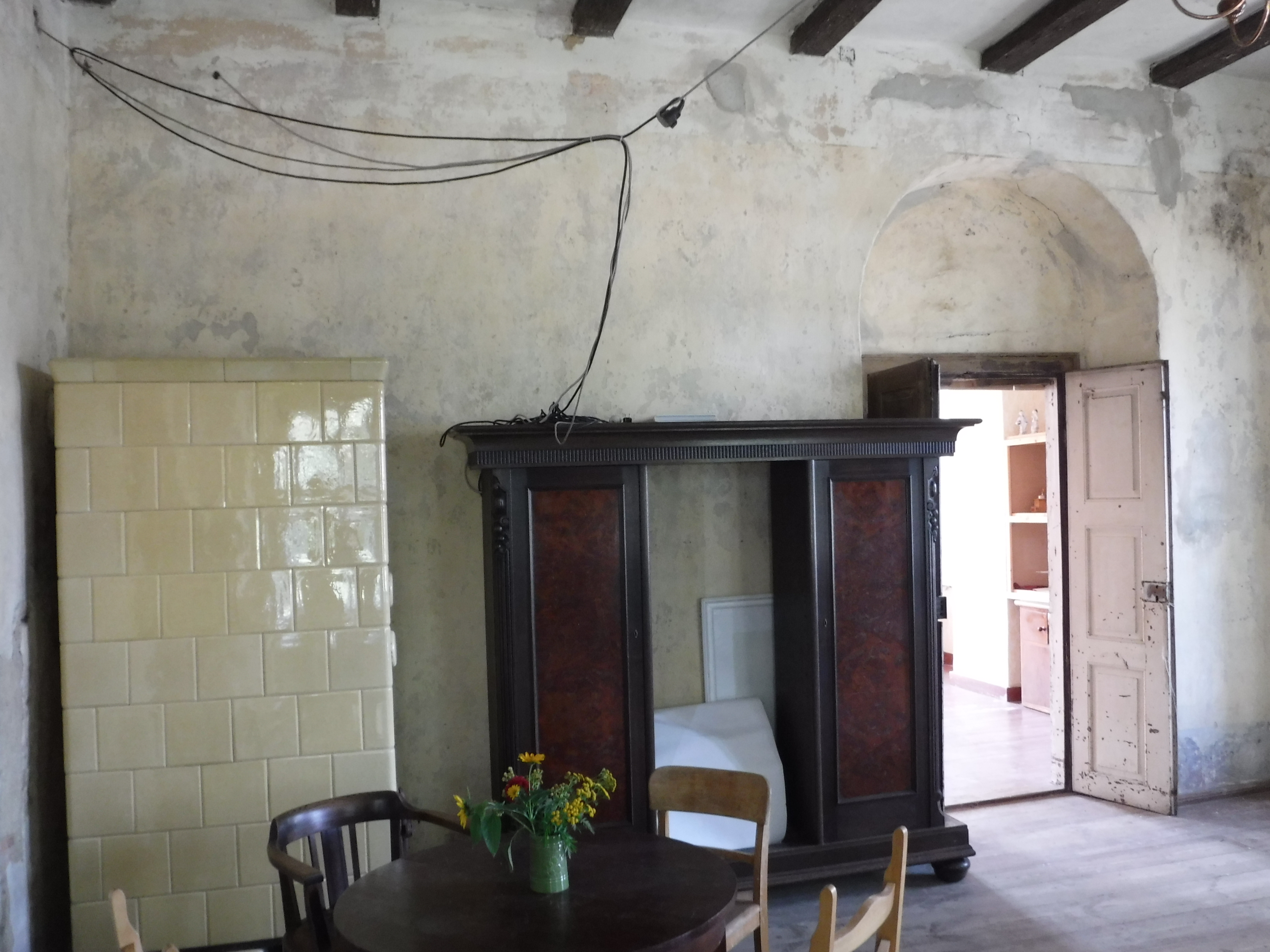
Innenansicht Erster Stock

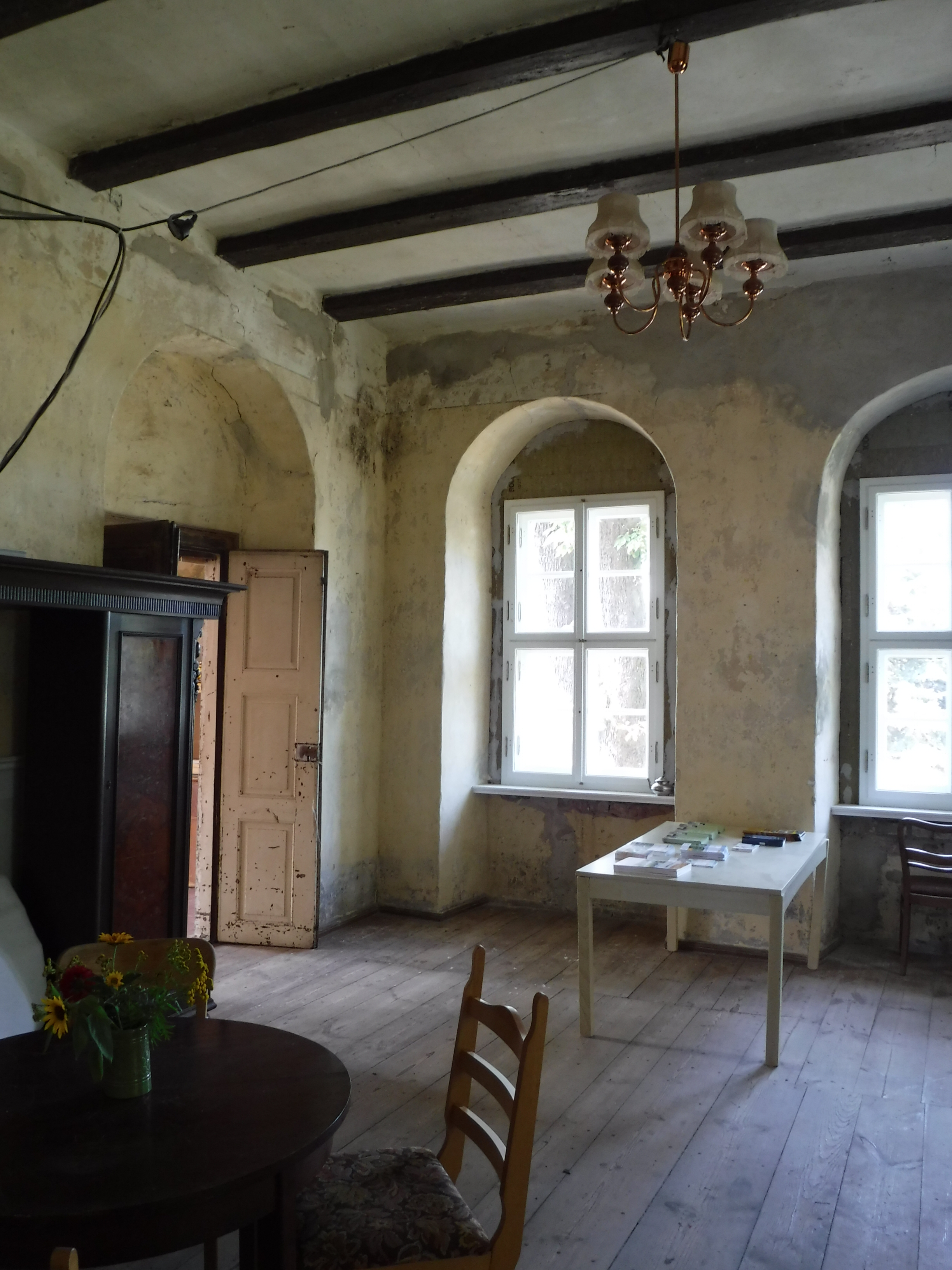
Innenansicht Erster Stock

Das Gutshaus Schwarzbach befindet sich im südbrandenburgischen Ort Schwarzbach im Landkreis Oberspreewald-Lausitz. Das barocke Gutshaus ist denkmalgeschützt. Zum Gutshaus gehören Nebengebäude, die um ein Rondell gegliedert sind.

## Geschichte
Das Gut Schwarzbach wurde erstmals mit dem Ort im Jahr 1455 erwähnt. Das Gut war ein Lehen der Herren von Gersdorff. Später wurde es an die Familie Hoym verkauft. Das heutige Gebäude wurde im Jahr 1727 erbaut, dies lässt sich anhand von Baurechnungen für Maurer und Zimmerleute nachweisen. In den Bau wurden wahrscheinlich die Grundmauern des Vorgängergebäudes einbezogen. Die Linie Guteborn-Schwarzbach der Hoyms hatte ihren Hauptsitz im benachbarten Guteborn. Daher war das Gutsgebäude nicht als Hauptresidenz angelegt. 
Zum Ende des 19. Jahrhunderts wurde das Gutshaus umgebaut. Dabei wurden ein großzügiges Treppenhaus und Kachelöfen eingebaut. In diesem Zusammenhang wurde auch das Dachgeschoss für die Bediensteten ausgebaut.
Der letzte private Eigentümer war zwischen 1909 und der Enteignung nach dem Zweiten Weltkrieg Prinz Ullrich von Schönburg-Waldenburg. Eine Grabstätte für Angehörige der Familie befindet sich auf dem Friedhof in Guteborn. Nach dem Zweiten Weltkrieg wurden Flüchtlinge und ein Kindergarten im Hauptgebäude untergebracht. Später entstanden Wohnungen, dafür wurden größere Räume im Erdgeschoss und im Obergeschoss mit Trennwänden unterteilt. 
Zu Beginn der 1990er-Jahre verschlechterte sich der Bauzustand erheblich, da sich das Fundament setzte. Ab 1995 stand das Hauptgebäude leer. Der Kindergarten musste Ende der 1990er-Jahre geschlossen werden. Er wurde 2003 in privater Trägerschaft in einem der Nebengebäude wieder eröffnet. Im Jahr 2002 wurde das Hauptgebäude verkauft. 
Im Zuge der Sanierung wurden die eingezogenen Trennwände entfernt, die Bemalung im Obergeschoss soll wiederhergestellt werden. Der neue Besitzer öffnet das Haus jährlich am Tag des offenen Denkmals. Der Schwarzbacher Verein ARENUM unterstützt die Sanierung. Das Amt Ruhland plant im Einvernehmen mit dem Besitzer eine Nutzung des Biedermeiersalons für Eheschließungen durch das Standesamt.

## Baubeschreibung
Das Gutshaus ist zweigeschossig mit einer Grundfläche von 300 Quadratmetern, 23 mal 13 Meter. Die Fassade ist sieben Meter hoch, das gesamte Gebäude 15 Meter. Die Hauptfront des quaderförmigen Baues ist mit sieben Fensterachsen gegliedert. Der Bau ist fast nach Süden ausgerichtet. Bis auf den Portalvorbau mit Korbbogen, der mittig gesetzt ist, ist das Gebäude schlicht gehalten. Das Portal ist auf die sich anschließende Allee ausgerichtet. Das Gutshaus ist in Ziegelbauweise errichtet und nicht unterkellert. Die Außenmauern sind im Erdgeschoss bis zu 130 Zentimeter stark, die Innenwände 70 bis 80 Zentimeter.
Der Grundriss teilt sich in sechs Bereiche. Jeweils drei liegen nördlich und südlich der Firstlinie, getrennt durch massive Wände. Im Dachgeschoss ist diese Grundeinteilung durchbrochen. Von der nordwestlichen Ecke der Eingangshalle führt eine Holztreppe mit geschwungenem Handlauf über ein Podest in das Obergeschoss. Die Fenster wurden anhand von historischen Abbildungen rekonstruiert. Es wurden Kreuzstockfenster mit glasteilenden Sprossen verwendet im Erd- und im Dachgeschoss mit Sechserteilung und im Obergeschoss mit Achterteilung.
Im Erdgeschoss befand sich der Wirtschaftsbereich mit kellerartigen Räumen, Küche und Lagerräumen. 
Das Obergeschoss war die Wohnetage. Die Räume im Obergeschoss haben eine Höhe von 3,8 Meter und verfügen über Kachelöfen. Die Fenster dieser salonartigen Räume liegen in Rundbogennischen. Die Wände waren mit schlichten Bemalungen und Walzenmustern verziert. Der Sockelbereich war blaugrau marmoriert und von den hellen Wandflächen durch eine weinrote Linie abgetrennt. In der Südfront befinden sich drei große Räume mit repräsentativen Proportionen. Über Flügeltüren bilden sie eine zusammenhängende Zimmerflucht. Nördlich der Hausmittelwand verläuft mittig die Diele des Treppenhauses. Westlich schließt sich das Jagd- oder Herrenzimmer mit dunkel gebeizten Deckenbalken an.
Das Dachgeschoss wurde im 19. Jahrhundert für die Bediensteten ausgebaut. Die architektonische Ausschmückung orientiert sich an den Zierelementen des Treppenhauses. Türen, Kachelöfen und Bemalung sind aber sparsam gehalten. Die sieben Räume sind durch Dachgauben beleuchtet. Die Fußböden bestehen aus Holzdielen. Die verputzten Wänden und Dachschrägen sind mit Walzenmustern aus dem frühen 20. Jahrhundert verziert.
Über dem Dachgeschoss befindet sich ein nicht ausgebauter Dachboden.